# Касіляс-де-Флорес
Касіляс-де-Флорес (ісп. Casillas de Flores) — муніципалітет в Іспанії, у складі автономної спільноти Кастилія-і-Леон, у провінції Саламанка. Населення — 226 осіб (2010).

## Географія
Муніципалітет розташований на португальсько-іспанському кордоні.
Муніципалітет розташований на відстані близько 260 км на захід від Мадрида, 110 км на південний захід від Саламанки.

## Демографія
Динаміка населення (INE ):

## Зовнішні посилання
- Посилання на Google Maps